# トリスタン・ベック
トリスタン・ロバート・ベック（Tristan Robert Beck, 1996年6月24日 - ）は、アメリカ合衆国カリフォルニア州コロナ出身のプロ野球選手（投手）。右投右打。MLBのサンフランシスコ・ジャイアンツ所属。

## 経歴

### プロ入りとブレーブス傘下時代
2018年のMLBドラフト4巡目（全体112位）でアトランタ・ブレーブスから指名され、プロ入り。契約後、傘下のルーキー級ガルフ・コーストリーグ・ブレーブスでプロデビュー。

### ジャイアンツ時代
2019年7月31日にマーク・マランソンとのトレードで、ダニエル・ウィンクラーと共にサンフランシスコ・ジャイアンツへ移籍した。
2022年11月15日、ルール5ドラフトでの流出を防ぐため40人枠入りした。
2023年4月20日、メジャーリーグに初昇格した。メジャーでは33試合に登板し、85イニングを投げて防御率3.92、68奪三振、2セーブを記録した。